# Żabogłów
Żabogłów (Raniceps raninus) − gatunek morskiej ryby kostnoszkieletowej z rodziny dorszowatych, jedyny gatunek z rodzaju Raniceps.

## Występowanie i siedliska
Gatunek ten występuje w północno-wschodniej części Oceanu Atlantyckiego wzdłuż wybrzeży Europy, między norweskim miastem Trondheim na północy a Zatoką Biskajską na południu oraz Wyspami Brytyjskimi na zachodzie, włączając Morze Północne. Ryba preferuje głębokość od 5 do 20 metrów, czasem schodzi do 100 metrów w głębię. Wybiera podłoże skaliste, bogate w kryjówki. Spotykana we wrakach leżących na dnie morza. Młodsze okazy preferują mniejsze głębokości.

## Opis
Ryba posiada dużą i szeroką głowę, która stanowi jedną trzecią długości zwierzęcia. Budową ciała żabogłów przypomina kijankę. Oczy znajdują się z przodu głowy. Na podgardlu znajduje się mały wąsik. Zwierzę mierzy ok. 20 centymetrów.

## Odżywianie
Żabogłów jest rybą płochliwą, aktywną w nocy. Żyje samotnie. Prowadzi osiadły tryb życia, z rzadka oddalając się z kryjówki. Odznacza się nieprzyjemnym zapachem. Jest mięsożerny. Odżywia się organizmami bentosowymi: szkarłupniami, mięczakami, skorupiakami, wieloszczetami i małymi rybami.

## Rozród
Rozmnaża się w okresie letnim na głębokości 50-75 metrów.

## Naturalni wrogowie
Znajduje się w diecie foki grenlandzkiej.

## Znaczenie gospodarcze
Bez znaczenia dla rybołówstwa. Uważana za niejadalną z powodu odrażającego zapachu.